# Santa Rita do Passa Quatro
Santa Rita do Passa Quatro est une municipalité brésilienne de l'État de São Paulo et la Microrégion de Ribeirão Preto.